# Poncirus
Poncirus é um género botânico pertencente à família Rutaceae.

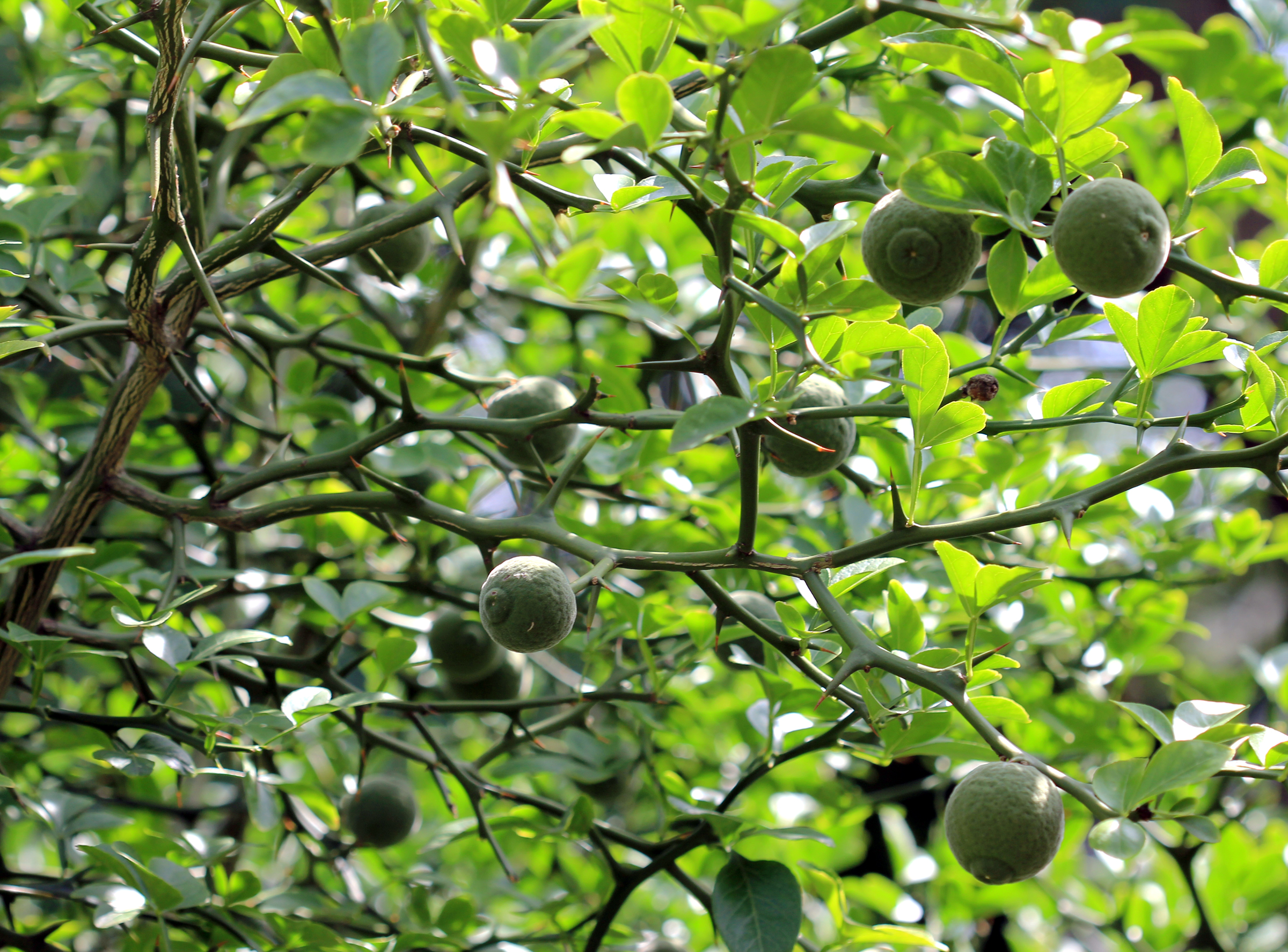
Fruit of Poncirus trifoliata in Botanical garden Prague